# Holomorpher Funktionalkalkül mehrerer Veränderlicher
Der holomorphe Funktionalkalkül mehrerer Veränderlicher wird in der Mathematik zur Untersuchung kommutativer {\displaystyle \mathbb {C} }-Banachalgebren eingesetzt. Dieser Funktionalkalkül erlaubt die Anwendung einer holomorphen Funktion mehrerer Veränderlicher auf ein Tupel bestehend aus Elementen der Banachalgebra. Dies verallgemeinert den holomorphen Funktionalkalkül, der sich auf holomorphe Funktionen einer Veränderlichen bezieht.

## Motivation
Die einfachsten holomorphen Funktionen mehrerer Veränderlicher sind Polynome {\displaystyle p=p(z_{1},\ldots ,z_{n})=\sum _{j_{1},\ldots ,j_{n}=0}^{N}\beta _{j_{1},\ldots ,j_{n}}z_{1}^{j_{1}}\ldots z_{n}^{j_{n}}} mit {\displaystyle \beta _{j_{1},\ldots ,j_{n}}\in \mathbb {C} }.
Ein Einsetzen von Elementen {\displaystyle a_{1},\ldots ,a_{n}} einer {\displaystyle \mathbb {C} }-Algebra in ein solches Polynom führt zu {\displaystyle p(a_{1},\ldots ,a_{n})=\sum _{j_{1},\ldots ,j_{n}=0}^{N}\beta _{j_{1},\ldots ,j_{n}}a_{1}^{j_{1}}\ldots a_{n}^{j_{n}}}.
Um {\displaystyle a_{j}^{0}} sinnvoll definieren zu können, benötigt man zunächst ein Einselement 1 in der Banachalgebra. Ist {\displaystyle P_{n}} die Menge der Polynome in {\displaystyle n} Veränderlichen, so erhält man eine Abbildung
{\displaystyle P_{n}\rightarrow A,\,p\mapsto p(a_{1},\ldots ,a_{n})}.
Damit diese Abbildung ein Homomorphismus wird, müssen die Elemente {\displaystyle a_{1},\ldots ,a_{n}} untereinander kommutieren, denn {\displaystyle P_{n}} ist ja ein kommutativer Ring und daher muss
{\displaystyle a_{j}a_{k}=z_{j}(a_{1},\ldots ,a_{n})z_{k}(a_{1},\ldots ,a_{n})=(z_{j}z_{k})(a_{1},\ldots ,a_{n})}
{\displaystyle =(z_{k}z_{j})(a_{1},\ldots ,a_{n})=z_{k}(a_{1},\ldots ,a_{n})z_{j}(a_{1},\ldots ,a_{n})=a_{k}a_{j}}
sein. Deshalb muss man sich auf kommutative {\displaystyle \mathbb {C} }-Banachalgebren mit Einselement beschränken. Hat man kein Einselement, so kann man eines adjungieren.

## Der Kalkül
Der holomorphe Funktionalkalkül einer Veränderlichen für ein Element {\displaystyle a\in A} befasst sich mit holomorphen Funktionen, die in einer Umgebung des Spektrums {\displaystyle \sigma (a)} definiert sind. In der hier betrachteten Situation liegen {\displaystyle n} Elemente {\displaystyle a_{1},\ldots ,a_{n}} einer kommutativen Banachalgebra mit 1 vor und man betrachtet holomorphe Funktionen in {\displaystyle n} Veränderlichen, die in einer Umgebung des gemeinsamen Spektrums {\displaystyle \sigma (a_{1},\ldots ,a_{n})} definiert sind. Ist {\displaystyle X_{A}} der Gelfand-Raum von {\displaystyle A}, so ist
{\displaystyle \sigma (a_{1},\ldots ,a_{n})\,=\,\{(\varphi (a_{1}),\ldots ,\varphi (a_{n}));\,\varphi \in X_{A}\}\,\subset \,\mathbb {C} ^{n}}
eine kompakte Teilmenge des  {\displaystyle \mathbb {C} ^{n}}.
Mit Methoden der Funktionentheorie zeigt man
- Sei {\displaystyle A} eine kommutative {\displaystyle \mathbb {C} }-Banachalgebra mit 1, {\displaystyle a_{1},\ldots ,a_{n}\in A} und sei {\displaystyle f} eine in einer Umgebung von {\displaystyle \sigma (a_{1},\ldots ,a_{n})} definierte holomorphe Funktion. Dann gibt es ein Element {\displaystyle a\in A} mit

{\displaystyle \varphi (a)=f(\varphi (a_{1}),\ldots ,\varphi (a_{n}))} für alle {\displaystyle \varphi \in X_{A}}
Das Element {\displaystyle a} aus obigem Satz ist im Allgemeinen nicht eindeutig bestimmt, denn es kann durchaus verschiedene Elemente {\displaystyle a,b} in {\displaystyle A} geben mit {\displaystyle \varphi (a)=\varphi (b)} für alle {\displaystyle \varphi \in X_{A}}. Aber dann gilt {\displaystyle a-b\in {\mbox{ker}}(\varphi )} für alle {\displaystyle \varphi \in X_{A}}. Da die Kerne der Homomorphismen aus {\displaystyle X_{A}} aber genau die maximalen Ideale von {\displaystyle A} sind (siehe Artikel Banachalgebra), liegt {\displaystyle a-b} im Durchschnitt aller maximalen Ideale, das heißt im Jacobson-Radikal von {\displaystyle A}. Wenn also das Jacobson-Radikal {\displaystyle \{0\}} ist (das heißt, wenn die Banachalgebra halbeinfach ist), so kann man auf {\displaystyle a=b} schließen. In diesem Fall ist also das {\displaystyle a} aus obigem Satz eindeutig bestimmt. Man erhält dann folgenden Satz:
- Sei {\displaystyle A} eine halbeinfache, kommutative {\displaystyle \mathbb {C} }-Banachalgebra mit 1, {\displaystyle a_{1},\ldots ,a_{n}\in A} und sei {\displaystyle U} eine offene Umgebung des gemeinsamen Spektrums {\displaystyle \sigma (a_{1},\ldots ,a_{n})}. Ist {\displaystyle H(U)} die Menge aller in {\displaystyle U} definierten holomorphen Funktionen, so gibt es zu jedem {\displaystyle f\in H(U)} genau ein Element {\displaystyle a\in A} mit

{\displaystyle \varphi (a)=f(\varphi (a_{1}),\ldots ,\varphi (a_{n}))} für alle {\displaystyle \varphi \in X_{A}}.
Dieses eindeutig bestimmte Element bezeichnet man mit {\displaystyle f(a_{1},\ldots ,a_{n})}. In der Situation obigen Satzes gilt dann weiter
- Die Abbildung {\displaystyle H(U)\rightarrow A,\,f\mapsto f(a_{1},\ldots ,a_{n})} ist ein Homomorphismus, der die Einsetzung {\displaystyle P_{n}\rightarrow A} fortsetzt.

In diesem Sinne kann man Elemente halbeinfacher, kommutativer {\displaystyle \mathbb {C} }-Banachalgebren mit 1 in holomorphe Funktionen, die in einer Umgebung des gemeinsamen Spektrums definiert sind, einsetzen.
Diese Sätze wurden unter der zusätzlichen Annahme, dass die Banachalgebra endlich erzeugt ist, von Schilow bewiesen. Der allgemeine Fall wurde dann von Arens und Calderón gezeigt; weitere Versionen finden sich im unten genannten Bourbaki-Band.

## Der Schilowsche Idempotentensatz
Die bekannteste Anwendung dieser Methoden geht auf Schilow selbst zurück. Der Schilowsche Idempotentensatz macht eine Aussage über die Existenz von idempotenten Elementen in kommutativen Banachalgebren mit 1:
- Sei {\displaystyle A} eine kommutative {\displaystyle \mathbb {C} }-Banachalgebra mit Einselement und der Gelfand-Raum sei eine disjunkte Vereinigung {\displaystyle X_{A}=K_{0}\cup K_{1}} nicht-leerer kompakter Teilmengen {\displaystyle K_{0}} und {\displaystyle K_{1}}. Dann gibt es ein idempotentes Element {\displaystyle e\in A} mit {\displaystyle \varphi (e)=0} für alle {\displaystyle \varphi \in K_{0}} und {\displaystyle \varphi (e)=1} für alle {\displaystyle \varphi \in K_{1}}

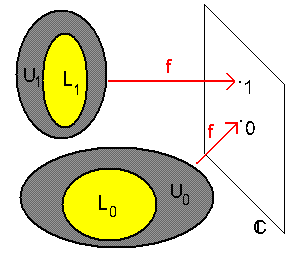
Zur Beweisskizze des Schilowschen Idempotentensatzes

Zum Beweis, der hier nur grob angedeutet werden kann, verschafft man sich geeignete Elemente {\displaystyle a_{1},\ldots ,a_{n}\in A}, so dass deren gemeinsames Spektrum ebenfalls eine disjunkte Vereinigung kompakter Mengen {\displaystyle L_{0}} und {\displaystyle L_{1}} ist. Dann gibt es disjunkte offene Umgebungen {\displaystyle U_{0}} und {\displaystyle U_{1}} von {\displaystyle L_{0}} bzw. {\displaystyle L_{1}}. Die Funktion {\displaystyle f}, die auf {\displaystyle U_{0}} gleich 0 und auf {\displaystyle U_{1}} gleich 1 ist, ist holomorph in einer Umgebung des gemeinsamen Spektrums. Ist {\displaystyle A} zusätzlich halbeinfach, so ist {\displaystyle e=f(a_{1},\ldots ,a_{n})} das gesuchte Element. In einem weiteren Beweisschritt befreit man sich von der zusätzlichen Voraussetzung der Halbeinfachheit.
Eine weitere wichtige Anwendung ist
- Eine halbeinfache, kommutative {\displaystyle \mathbb {C} }-Banachalgebra {\displaystyle A} hat genau dann ein Einselement, wenn der Gelfand-Raum {\displaystyle X_{A}} kompakt ist.